# Anna Skoumalová
Anna Skoumalová (* 21. prosince 1946, Pardubice) je česká výtvarnice, ilustrátorka a grafička, věnující se především vědecké ilustraci.

## Dílo
- HROUDA, Lubomír; SKOUMALOVÁ, Anna. Rostliny naší přírody : štětcem Anny Skoumalové, perem Lubomíra Hroudy. Praha: Academia, 2018. 850 s. ISBN 978-80-200-2867-9.